# Rosa (Niemcy)
Rosa – miejscowość i gmina w Niemczech, w kraju związkowym Turyngia, w powiecie Schmalkalden-Meiningen.
Niektóre zadania gminy administracyjne realizowane są przez gminę Breitungen/Werra, która pełni rolę „gminy realizującej” (niem. „erfüllende Gemeinde”).